# Leo Goldhaber
Leo Goldhaber, Leo Lio Goldhaber (ur. 10 sierpnia 1902 w Gdańsku, zm. 1992 w Tel Awiwie) – gdański oraz izraelski prawnik i bankowiec.

## Życiorys
Urodził się w rodzinie żydowskiej jako syn Simona Simchy Goldhabera (1872-1942), handlarza drewnem oraz Pauli zd. Perla (1872-1942). Absolwent gimnazjum w Gdańsku. Zatrudniony w tartaku oraz gospodarstwie rolnym przygotowującym do pracy w kibucu (1921-1922). Studiował w Wyższej Szkole Handlowej (Handelshochschule) w Lipsku oraz prawo na Uniwersytecie Lipskim (Universität Leipzig) (-1933). Powierzono mu kierownictwo Banku Nieruchomości w Lipsku (Bank für Realbesitz Leipzig) (1933-1935). Został deportowany do Gdańska (1935) gdzie był dyrektorem Żydowskiego Banku Publicznego S.A. (Jewish Public Bank A.G.) (1935-1937). Aresztowany pod sfabrykowanymi zarzutami przebywał w areszcie (1937-1938). W 1938 wyemigrował do Palestyny gdzie kierował m.in. Bankiem Feuchtwanger w Tel Awiwie (Feuchtwanger-Bank Tel Aviv) (1939-1958), był z-cą przew. izraelskiego banku narodowego Banku Leumi (בנק לאומי לישראל בע"מ, Bank Leumi) w Tel Awiwie i dyr. spółki tegoż banku w Zurychu (Cifico-Leumi-Bank Zürich) (1958-1968) oraz dyr. finansowym firmy Eisenberg Int'l w Tel Awiwie (1969-). Działał też społecznie przewodnicząc organizacji charytatywnej wychodźców gdańskich w Izraelu (Irgun Olej Danzig).